# 米達斯 (加利福尼亞州)
米達斯（英語：Midas）是位於美國加利福尼亞州普萊瑟縣的一個非建制地區。該地的面積和人口皆未知。

## 地理
米達斯的座標為39°13′00″N 120°45′28″W / 39.21667°N 120.75778°W，而該地的平均海拔高度為1266米（即4153英尺）。